# 汉芯
汉芯晶片案是一起中国学术欺诈案件，汉芯晶片由海外归来学者上海交通大学教授博导、上海交通大学微电子学院院长、上海硅知识产权交易中心行政总裁陈进所领导的上海交通大学汉芯科技有限公司研发，经王阳元（北京大学微电子研究院院长）、严晓浪（浙江大学电气工程学院院长、浙江大学信息工程学院院长、863计划集成电路设计专家组组长）、邹世昌（中国科学院院士）、许居衍（中国工程院院士）等多名知名专家学者参与鉴定，并且给予极高度的评价。而汉芯一号于2003年2月通过上海市人民政府发布，随后汉芯二号至五号分别于2004年至2005年间发布，后来证明是一起诈骗研究预算案。

## 技术规格
汉芯公司曾宣称，汉芯一号采用国际先进的0.18微米半导体工艺设计，在只有手指指甲一半大小的一个集成块上装有250万个器件，而且具有32位运算处理内核，每秒钟可以进行2亿次运算。“经国内权威专家验证，认为这一成果接近国际先进技术，在某些方面的性能甚至超过了国外同类产品”。上海市政府科学技术委员会宣称这是中国国内首个具有自主知识产权的0.18微米DSP芯片，达到国际先进水平，并申请了6项专利。实际上是摩托罗拉56800芯片，属于摩托罗拉56000系列。
汉芯二号是受某公司委托定制的DSP软核，汉芯公司完成设计实现，但核心技术不为其所有。
汉芯三号是对“汉芯二号”的简单扩充，技术上与“汉芯二号”来源相同，汉芯公司宣称“已经达到国际高端的DSP设计水平”。由于缺乏必要的外围接口，不能独立实现复杂的应用，芯片实际情况与公司宣称的说法不符。
汉芯四号是一款使用了其他公司中央处理器的单核系统芯片（SoC），不包含汉芯DSP核，与汉芯公司向有关部委提交的项目文件中关于“汉芯四号”是双核芯片的陈述不符。

## 被揭发造假
2006年1月17日清華大學BBS上發帖《漢芯黑幕》，匿名檢舉陳進的漢芯CPU造假。过程是陈进在美国购买摩托罗拉飞思卡尔56800的芯片后委託上海翰基建筑装饰工程有限公司，将芯片表面的摩托罗拉原廠商標字樣用細砂纸磨去，再改印上「汉芯一号」的標誌及字樣，以此骗取中国政府一亿一千万元人民币的科研经费（到帐六千多万元），同时揭露此事的人士宣称手中有足够的证据，并向中国政府告发。对此，上海交大汉芯科技有限公司于2006年1月21日郑重声明“汉芯系列DSP芯片属造假”的言论纯属捏造，并宣称保留采取进一步法律措施的权利。但该公司并没有像它所宣称的那样向公众展示反驳造假的研发技术文档。中国政府对汉芯造假进行了调查，据《21世纪经济报道》报道，调查组确认「汉芯一至四号」造假属实。
除此之外，据方舟子称，翰基竟然將此事當成一種光榮，堂而皇之的刊登在自己的官方网站上：「这家公司叫上海翰基装饰工程有限公司的装修公司，在官网把这件事作为一个成果作介绍，写着『曾经为陈进的芯片与系统研究中心做过装修』。他这里边自己都写了——十分荣幸的承揽了第二次芯片在商业化运用上的商品定义和造型设计。把LOGO给改了，叫做『造型设计』。」

## 后续
据《中国青年报》3月6日报道，在十届全国人大四次会议上开幕前夕，当被问及“汉芯造假”案进展时，科技部部长徐冠华答复说正在调查之中。他当时语气肯定：“（结果）不会很长时间。”但是，2006年4月18日，上海交大汉芯科技有限公司在上海举行新闻发布会，宣布与美国思佳讯公司合作开发手机多媒体芯片解决方案。总裁陈进低调出席，这是其身陷造假漩涡之后首次在公开场合露面。
2006年5月12日，上海交通大学证实汉芯造假，撤销陈进上海交大微电子学院院长职务；撤销陈进的教授职务任职资格，解除其教授聘用合同。科技部决定终止其负责执行的科研项目并追缴相关经费和取消以后承担国家科技计划课题的资格；教育部决定撤销陈进“长江学者”称号，取消其享受政府特殊津贴的资格，追缴相应拨款；国家发展改革委员会决定终止陈进负责的高技术产业化项目的执行，追缴相关经费；中国科协科技工作者道德与权益工作委员会撤销陈进第三届“全国优秀科技工作者”称号。不过直至最后都没有相关责任人受到任何法律上的追究。